# Мошкин, Николай Ильич
Мошкин, Николай Ильич — бывший ректор Бурятского Государственного Университета (2015—2021), доктор технических наук, профессор.

## Биография
Родился 2 января 1973 года в городе Улан-Удэ. В 1990 году окончил среднюю школу города Улан-Удэ.
В 1990 поступил в Восточно-Сибирский технологический институт (ныне — Восточно-Сибирский государственный университет технологий и управления) на специальность «Автомобили и автомобильное хозяйство». В 1995 году окончил институт с присвоением квалификации «Инженер-механик». В 1995 году был принят на должность ассистента кафедры «Автомобили» ВСТИ. В 1998 году защитил диссертацию на соискание ученой степени кандидата технических наук в Иркутской государственной сельскохозяйственной академии. Тема диссертации: Динамический метод дифференциального диагностирования контуров пневматического тормозного привода автомобилей. С 2002 году член Диссертационного Совета ДМ 212.039.06 Восточно-Сибирского государственного университета технологий и управления.
В 2006 году Мошкину было присвоено ученое звание доцента. В 2007 году защитил диссертацию на соискание ученой степени доктора технических наук в Сибирском институте механизации и электрификации (г. Новосибирск). Тема диссертации: Разработка автоматизированной технологии и средств технического диагностирования узлов и агрегатов автотранспортных средств сельскохозяйственного назначения.
По данным исследования Диссернет, 63,75 % диссертации Мошкина было заимствовано из других источников, причём 45,7 % из диссертации Дашиева Булата Будажаповича, защищавшегося тремя годами ранее. Но в связи с истечением срока давности, научной степени Мошкин не был лишён. В 2009 году Мошкин был переведен на должность профессора кафедры «Автомобили» Восточно-Сибирского государственного технологического университета.
В 2015—2021 годах был ректором Бурятского государственного университета.